# 潜力无限
潜力无限，是2009年真人实境秀美国偶像第八季冠军单曲。
这首歌是由美国偶像判官凯拉·狄奥果笛与凯蒂·丹尼斯和米奇·阿兰合写而成。亦是冠军克里斯·艾伦和亚军亚当·兰伯特的第一首单曲。
这首歌首次于5月19日本赛季的决赛中被冠军克里斯·艾伦以及亚军亚当·兰伯特演唱。兰伯特和艾伦双方的版本都于2009年5月20日被发行在数字音乐零售商中。
这是第二次美国偶像冠军单曲被冠亚军同时首唱。而第一次则是第四季中的单曲《在你的天堂中（Inside Your Heaven）》，是由获奖者凯莉·安德伍德和亚军波·拜斯共同演唱。
这也是第二首不在美国偶像冠军的首发专辑中的歌曲，第一次则是2006年的泰勒·希克斯的《我是否让你感到自豪（Do I Make You Proud）》。

## 各方评价
这首歌受到许多不同的评论。至今，两个人的版本中，艾伦的版本售出了更多的网络下载。

## 歌曲列表
潜力无限 — 单曲（克里斯·艾伦版本）
1. 《潜力无限》: 3:30

潜力无限 — 单曲（亚当·兰伯特版本）
1. 《潜力无限》: 3:48

## 发行历史
两者版本
| 地区     | 日期          |
| -------- | ------------- |
| 奥地利   | 2009年5月20日 |
| 加拿大   | 2009年5月20日 |
| 美国     | 2009年5月20日 |
| 澳大利亚 | 2009年5月22日 |
| 芬兰     | 2009年5月22日 |
| 英国     | 2009年5月22日 |
| 菲律宾   | 2009年5月26日 |
| 瑞典     | 2009年5月26日 |

## 榜单情况
克里斯·艾伦
克里斯·艾伦版本的《潜力无限》进入了2009年5月29日的那期公告牌百强单曲榜的第11名，售出了13万四千份付费电子下载。，与此同时，该歌进入了同期的告示牌热门成人当代榜的第27名。
| 榜单（2009年）       | 最高位置 |
| -------------------- | -------- |
| 加拿大热曲一百       | 13       |
| 英国单曲排行榜       | 92       |
| 美国公告牌百强单曲榜 | 11       |
| 告示牌热门成人当代榜 | 23       |
| 告示牌热门流行一百榜 | 26       |

亚当·兰伯特
亚当·兰伯特版本的《潜力无限》2009年5月29日的那期公告牌百强单曲榜的第72名，大约售出了三万六千份下载。
| 榜单（2009年）         | 最高位置 |
| ---------------------- | -------- |
| 加拿大热曲一百         | 52       |
| 新西兰唱片业协会单曲榜 | 38       |
| 美国公告牌百强单曲榜   | 72       |